# Aleš Varoga
Aleš Varoga - Ali, slovenski športni novinar in komentator, * 11. januar 1965, † 28. december 2005.

## Življenje
Novinarstvo je študiral na nekdanji FSPN. Leta 1989 se je zaposlil na tedanjem Radiu Ljubljana, kjer je kmalu postal eden izmed najbolj prepoznavnih komentatorjev športnih prenosov. Nasledil je legendarnega komentatorja Mirka Strehovca, ki ga je uvajal v delo. Leta 1994 je prejel nagrado Zlati mikrofon Mirka Strehovca za mladega obetavnega športnega reporterja. Z radia je odšel na ljubljanski Dnevnik, kjer je urejal prilogo Hopla (imel je svojo rubriko Varoga se žoga). Z Dnevnika je odšel na Gammo in Radio Šport, nato pa je ustanovil svojo radijsko postajo in spletno stran Radio Ava.
Komentiral je številne hokejske, nogometne, košarkaške in rokometne tekme. Imel je značilen, spikerski glas in je lahko tudi izjemno hitro govoril. Nepozaben ostaja njegov vzklik "gol, gol, gol", ki ga je prvič uporabil v prenosu nogometne tekme med Jugoslavijo in Grčijo. 